# Pierre Saint-Martin (Saint-Cyr-du-Bailleul)
Pour les articles homonymes, voir Pierre Saint-Martin (homonymie).
La Pierre Saint-Martin est un polissoir situé à Saint-Cyr-du-Bailleul, dans le département français de la Manche, en Normandie.

## Description
Le polissoir est constitué d'un bloc de quartzite blanc de forme trapézoïdale (1,15 m par 1,10 m par 0,75 m) légèrement incliné. Il dépasse du sol d'environ 0,35 m, la partie enterrée serait d'une hauteur équivalente. Selon Henry Moulin[Qui ?], le bloc comporte huit rainures et sept cuvettes sur sa surface, mais celle-ci étant entièrement polie le décompte exact est difficile à faire. La pierre comporte un trou ovalaire de 6 cm de profondeur sur le côté.

## Protection
Le polissoir a été classé au titre des monuments historiques par décret du 5 décembre 1977.

## Folklore
Selon la légende, une source s'écoulait depuis le trou situé sur le côté du bloc de pierre. Saint-Martin y aurait abreuvé son cheval. Des paysans auraient voulu déplacer la pierre, provoquant la colère du saint qui fit s'abattre sur place une pluie diluvienne. Le bloc se serait alors incliné et la source se serait tarie.
D'après la tradition, les rainures correspondraient à des coups de fléau en battant le grain (ou à des coups d'épée) donnés par Saint-Martin.
Au XIXe siècle, les malades atteints de la fièvre venaient y invoquer Saint-Martin et déposaient en offrande des pièces de monnaie sur la pierre ou dans la fontaine voisine.
Selon la tradition, un trésor était enterré au pied de la pierre.